# Gert Sennema
Gert Sennema (Grijpskerk, 1962) is een Nederlandse beeldhouwer, tekstschrijver en musicus.

## Leven en werk
Sennema volgde de opleiding aan de Academie Minerva te Groningen. Voor het project Verbeeld verleden in de Groningse Folkingestraat, maakte hij Portaal, een bronzen deur die niet open kan en nergens heen leidt, als herinnering aan de Joodse bewoners, die hier voor de Tweede Wereldoorlog woonden.
Achter deze gesloten deur ligt de geschiedenis van de Folkingestraat verborgen. Een geschiedenis die niet meer naverteld kan worden omdat de mensen die er eens leefden, tijdens de Tweede Wereldoorlog weggevoerd zijn.
Van 1990 tot 2005 had Sennema een atelier in het gebouw van Station Grijpskerk, dat echter afbrandde met een groot deel van zijn kunstwerken. Hierna verhuisde hij naar de oude zuivelfabriek van Grijpskerk.
In 2008 werkte Sennema in Assen aan een houten beeld van Sisyphus. Hij had hiervoor een openlucht atelier ingericht bij de rechtbank, waar zijn werk voor omstanders te volgen was. Het hout kwam van een van de bomen die voor het Drents Museum stond. Op deze zelfde plek is het beeld vervolgens geplaatst.
Behalve beeldhouwer is Sennema ook actief op het snijvlak van kunst, muziek en theater. Hij is de bedenker van theaterproducties op locatie, waarbij de bewoners en de taal van het Westerkwartier centraal staan. Voor zijn verdienste voor de Groninger streektaal en cultuur kreeg hij de K. ter Laan Prijs 2011 toegekend.

## Werken (selectie)
- Gedenkmonument Kamp Nuis (oorlogsmonument) - Nuis (2011)
- Veteranenmonument - Begraafplaats Rusthof in Leusden (2011)
- Millennium kunstwerk Tubbergen - Negen beelden in negen dorpen in de gemeente Tubbergen (2000-2004)
- Schaap met twee lammetjes - Roden (2004)
- Zeemeeuw 083 - Wijster (2004)
- Beeld voor Walfridus - Bedum (2003)
- Jozef en Maria - Groningen (2002)
- Kast - Grijpskerk (2001)
- Archief (oorlogsmonument) - Zuidhorn (2000)
- Herdershond en schapen - Loon (1999)
- Portaal - Groningen (1997)

## Afbeeldingen

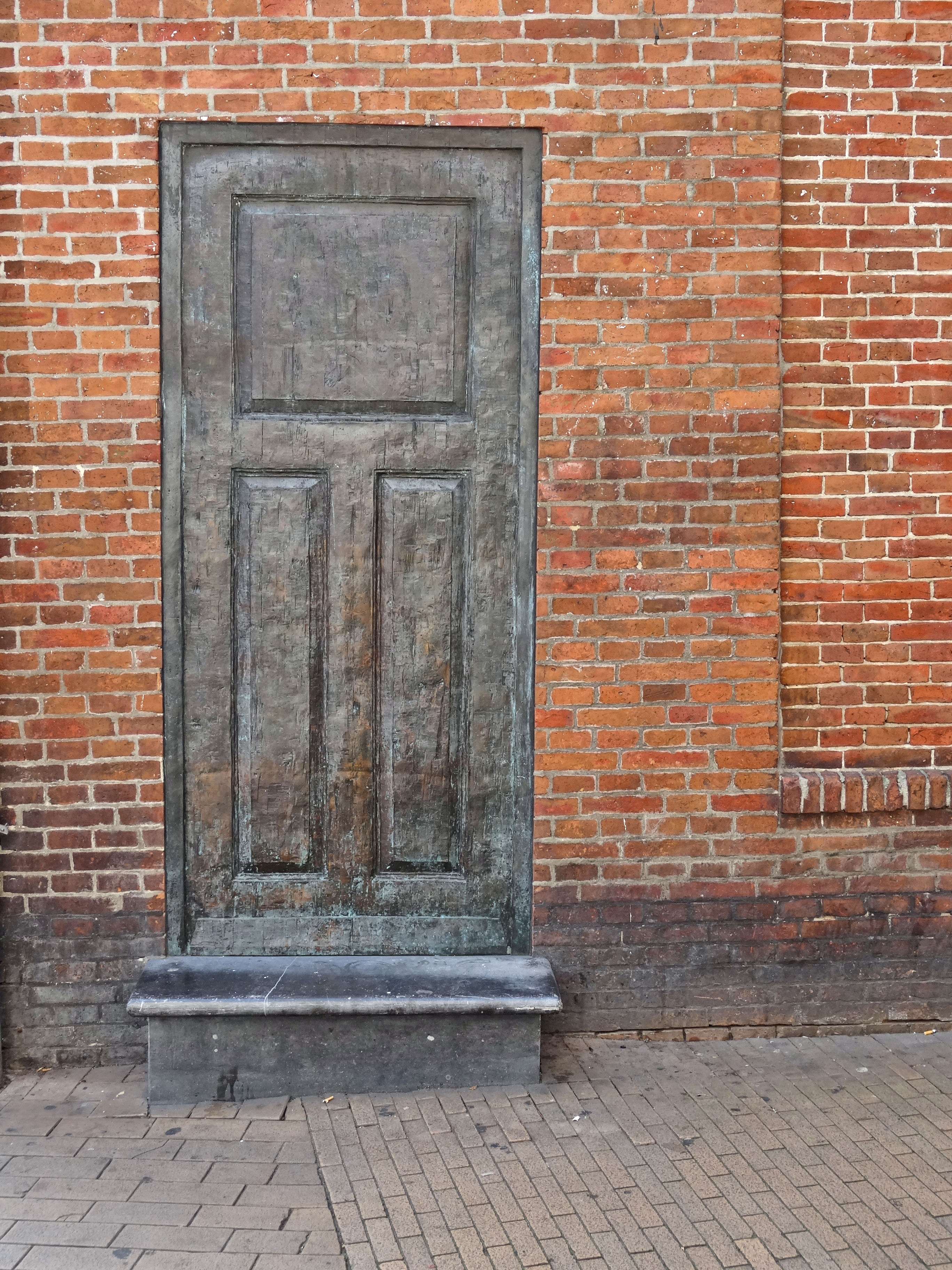
Portaal (1997)
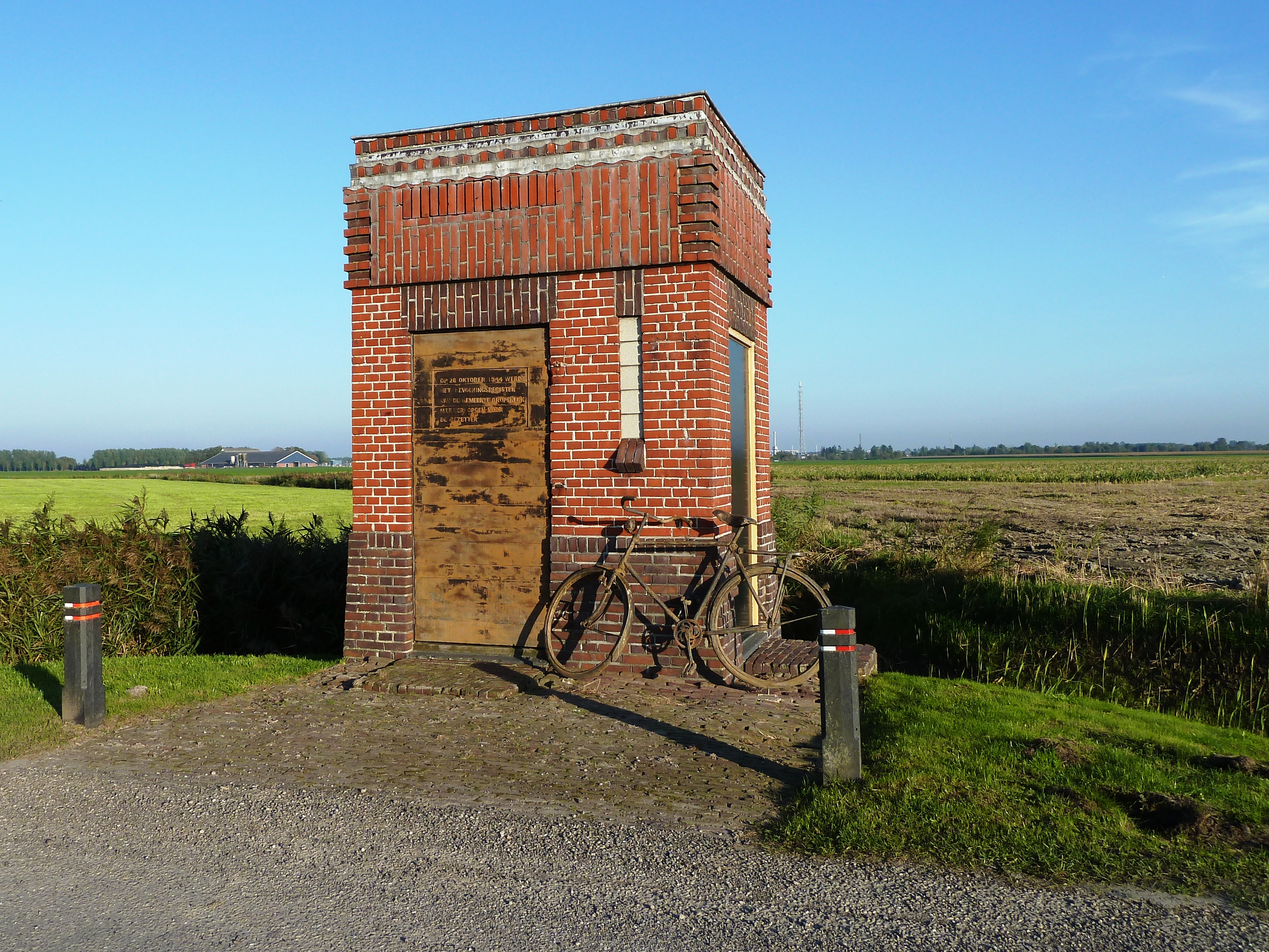
Transformatorhuisje (2000), Grijpskerk
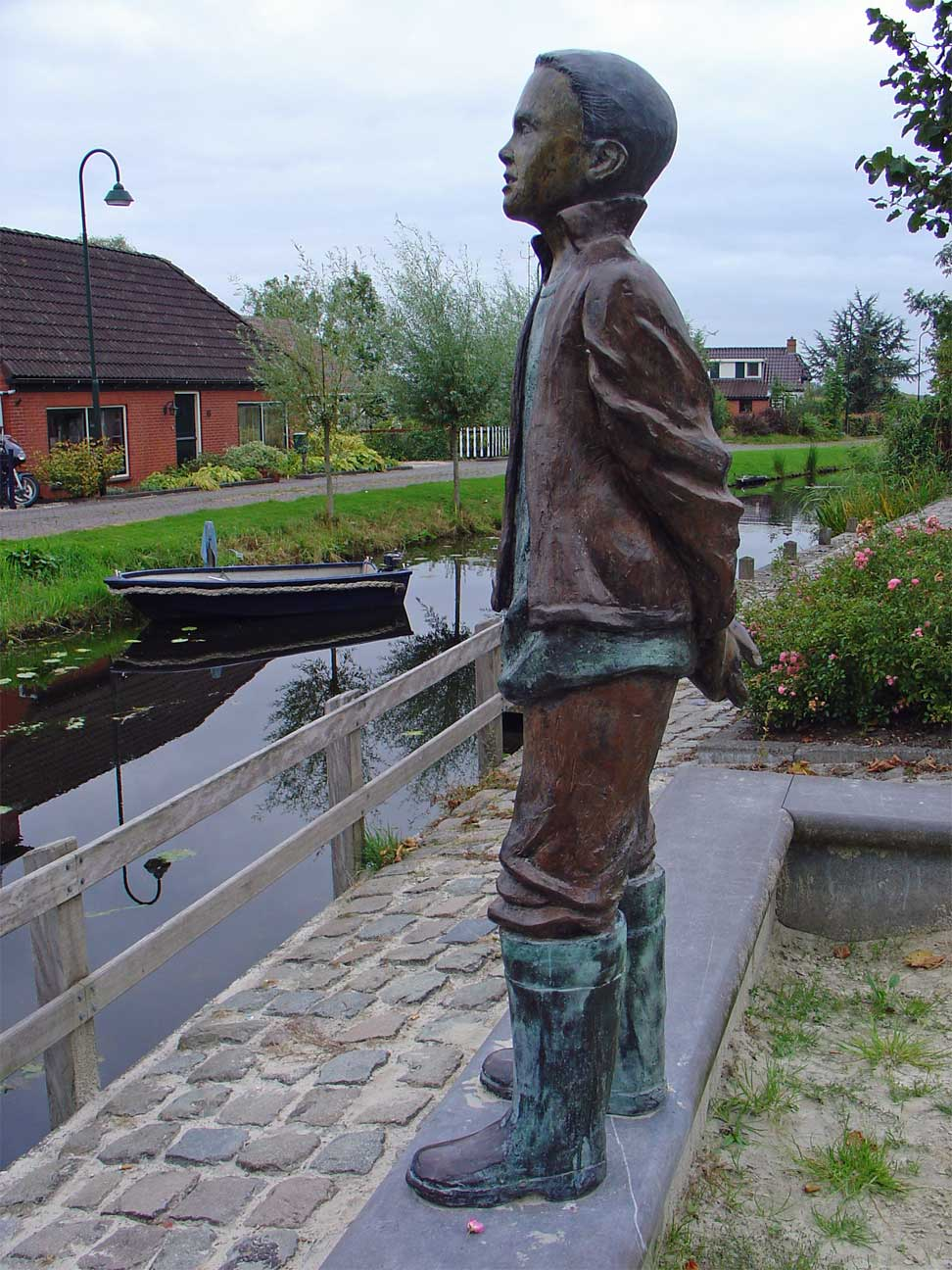
Zand erover (2003), Ten Boer
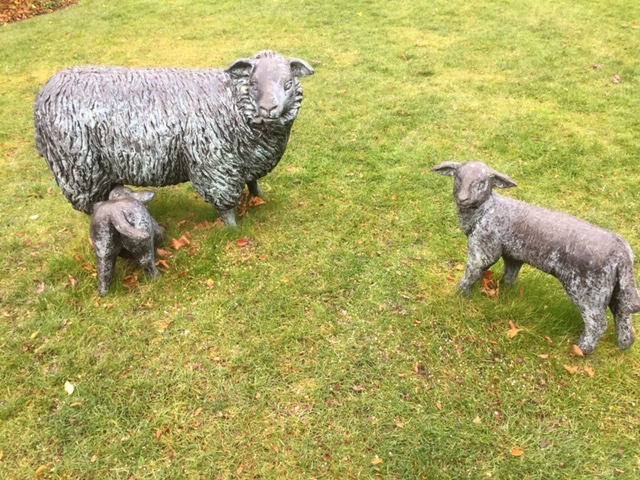
Ooi met lammeren (2004), Roden
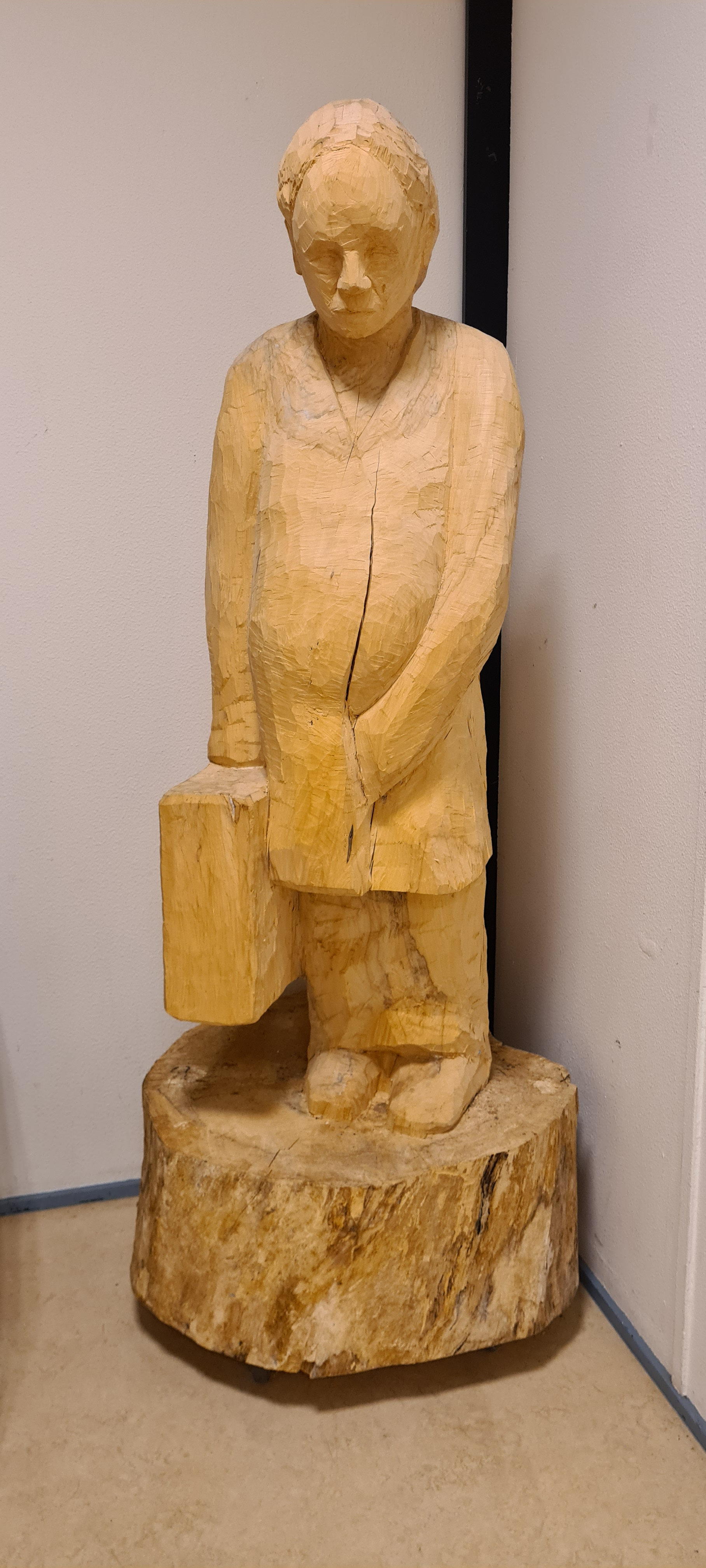
Tante Ambon (2009), Marum
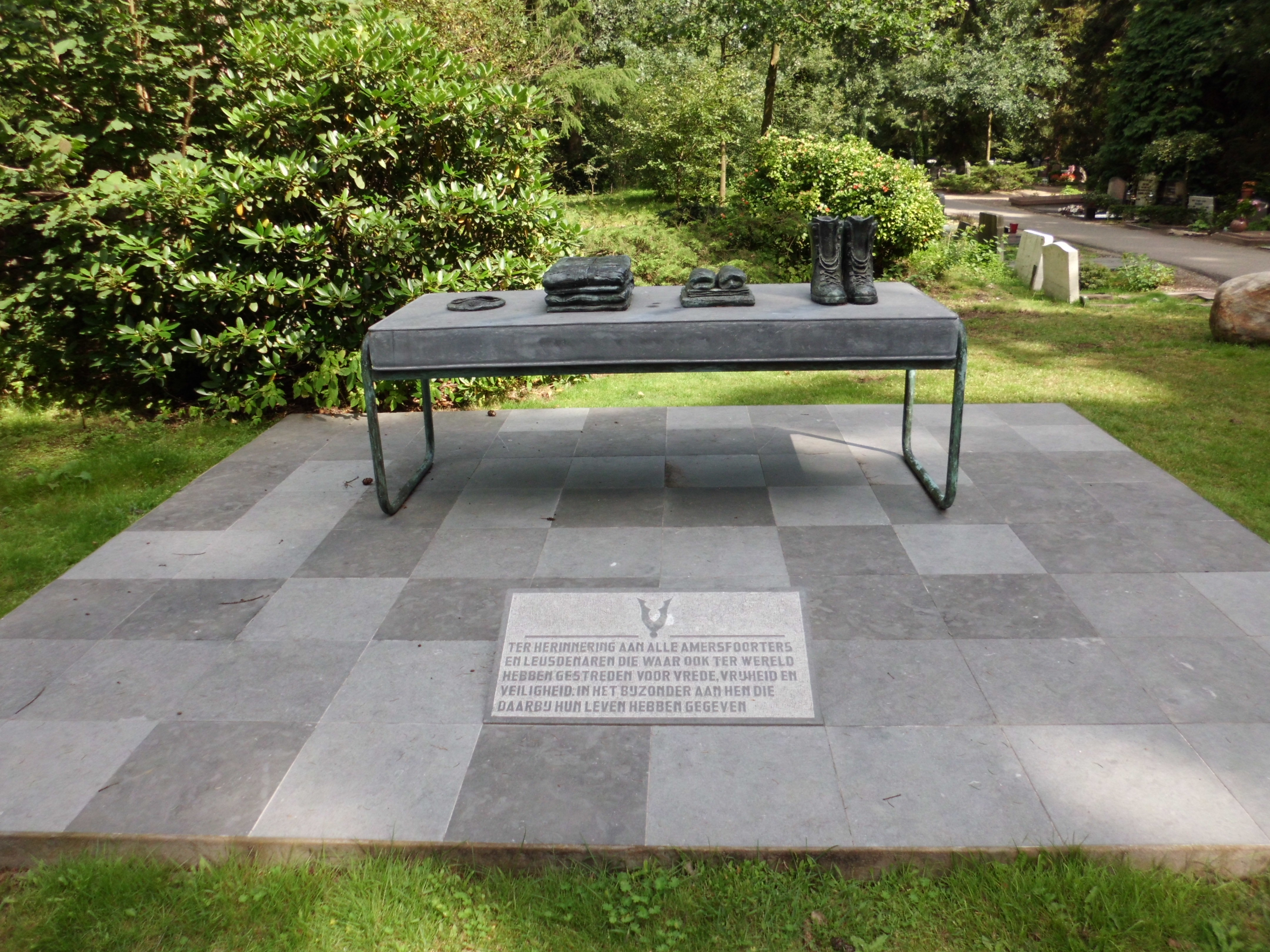
Dodeweg 29 Rusthof, Leusden (2011)
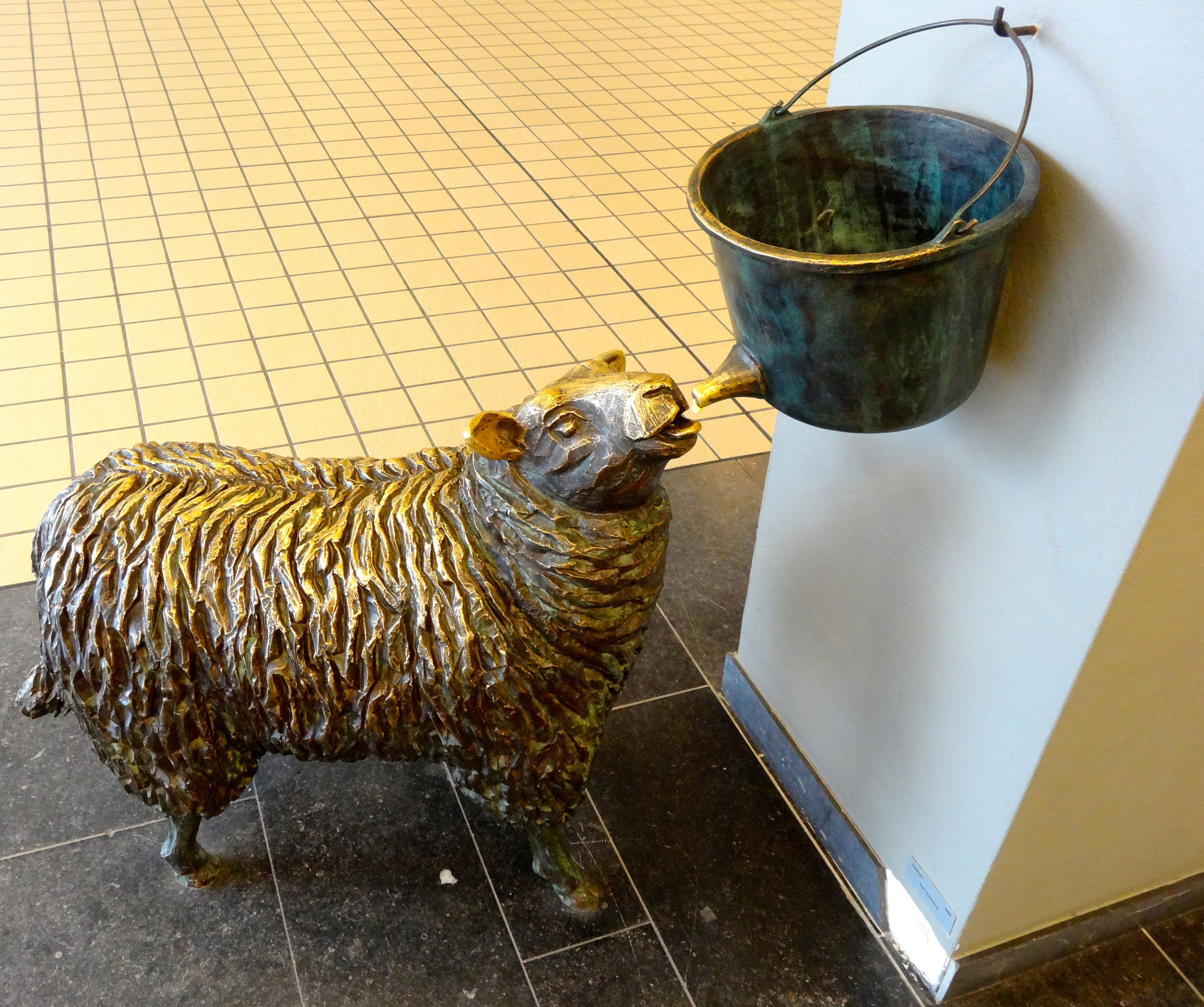
Zaailam (2014)
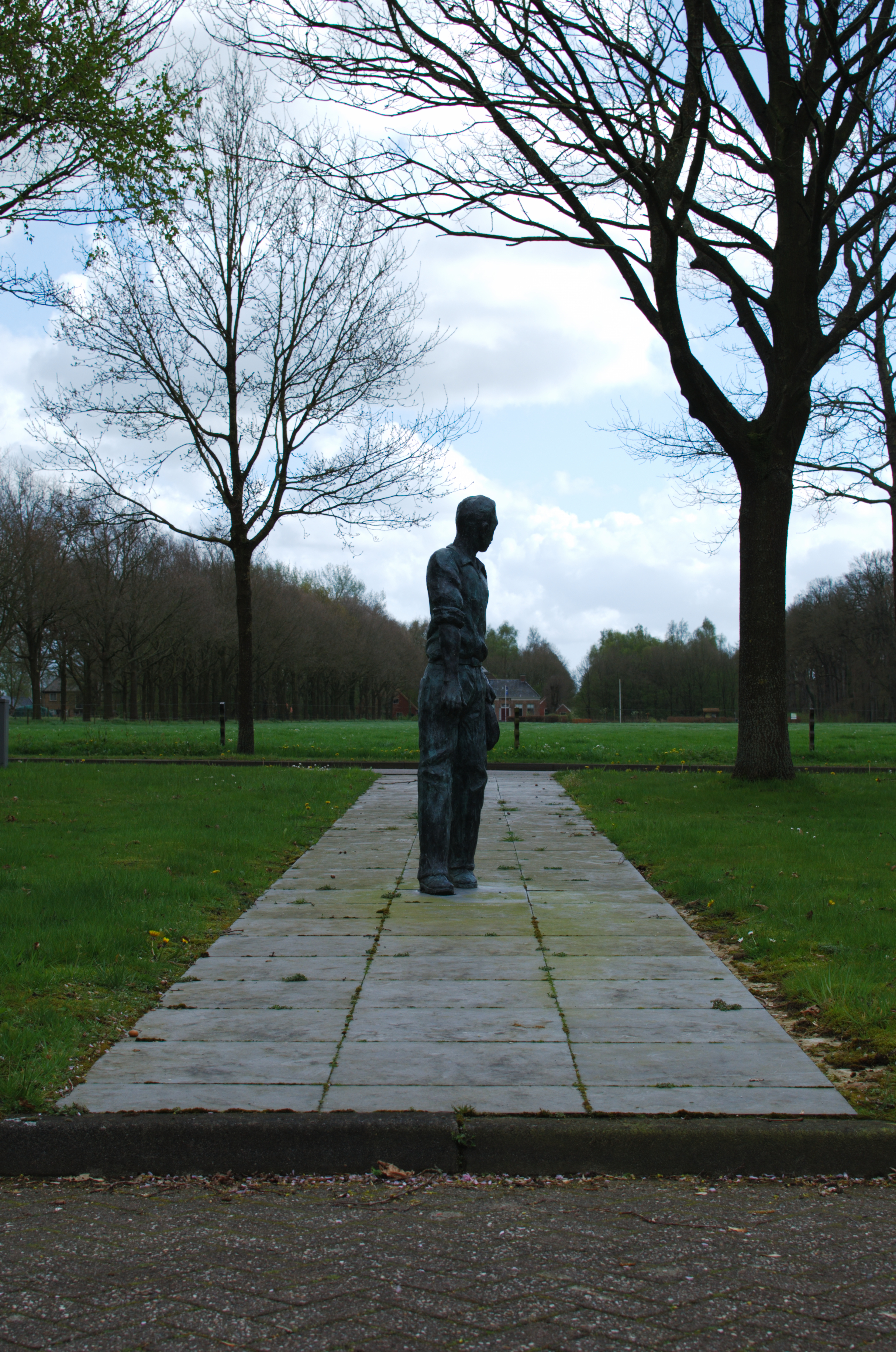
Monument Kamp Nuis (2014)
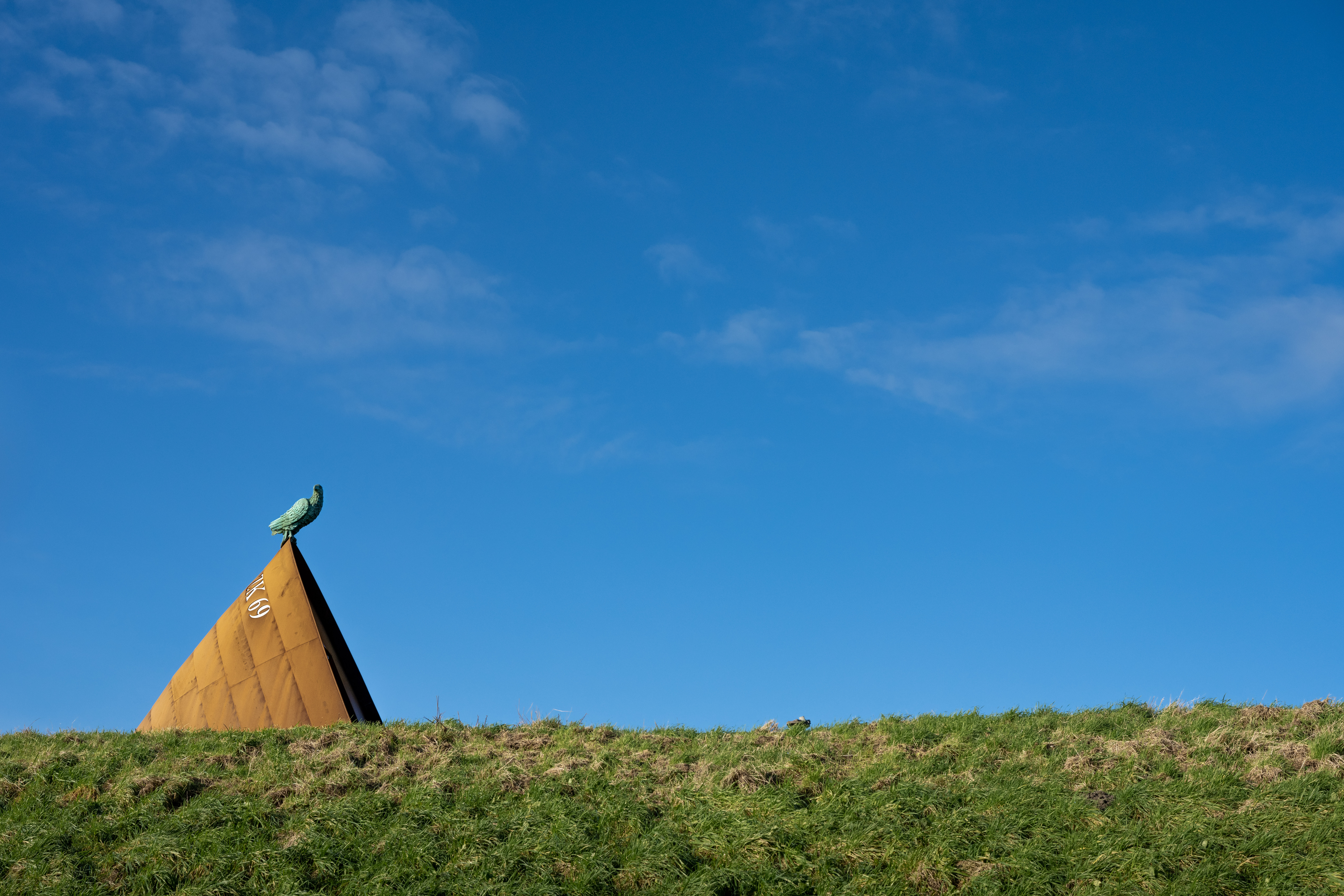
Boegbeeld: monument ZK69 ter afsluiting van Zoutkamp van de Lauwerszee in 1969 (2021)